# Ana Lucia Araujo
Ana Lúcia Araújo (1971) é uma historiadora e autora americana, de origem brasileira, residente nos Estados Unidos. Seu trabalho de pesquisa examina a história transnacional da escravidão, assim como a memória pública, o patrimônio e a cultura visual da escravidão e do comércio atlântico de escravos.

## Formação acadêmica
Graduada em Artes Visuais pela Universidade Federal do Rio Grande do Sul, em 1995, concluiu o mestrado em História do Brasil da Pontifícia Universidade Católica do Rio Grande do Sul no ano de 1997. Em 2004, obteve doutorado em história da arte da Université Laval (Canadá) e em 2007 finalizou o doutorado conjunto em História e Antropologia Social e Histórica da Université Laval (Canadá) e da École des Hautes Études en Sciences Sociales (França). Em 2008, começou a lecionar na Howard University, universidade historicamente negra na cidade de Washington, Distrito de Columbia, nos Estados Unidos, onde em 2014, se tornou professora titular. Desde 2017, Araújo é integrante do comitê científico international do projeto A Rota do Escravo da UNESCO.

## Pesquisa
Ana Lucia Araújo pesquisa a história e a memória pública da escravidão no mundo atlântico. Seu primeiro livro, Romantisme tropical: l'aventure d'un peintre français au Brésil, publicado em francês, explora como os relatos de viagem franceses, especialmente o relato do artista francês François-Auguste Biard (1799-1882), Deux années au Brésil, contribuíram para a construção da imagem Brasil na Europa. Em 2015, uma versão revisada e expandida do livro foi publicada em inglês: Brazil Through French Eyes: A Nineteenth-Century Artist in the Tropics. A versão em português desse livro foi publicada sob o título Romantismo tropical: Um pintor francês no Brasil, pela Editora da Universidade de São Paulo, em 2017.
Ele é autora de vários livros sobre a história e a memória da escravidão, como Public Memory of Slavery: Victims and Perpetrators in the Atlantic World (2010) Shadows of the Slave Past: Memory, Slavery, and Heritage (2014). Seu livro Public Memory of Slavery (2010) explora as relações históricas entre o Brasil (Bahia) e o antigo reino do Daomé (República do Benim) durante a era do comércio atlântico de escravos e como, nessas duas regiões, atores sociais investem num processo de lembrar e comemorar os tempos da escravidão, desenvolvendo assim identidades através da construção de monumentos, memoriais e museus. No seu segundo livro Shadows of the Slave Past (2014), Ana Lúcia Araújo continua examinando os processos de patrimonialização da escravidão e do comércio atlântico de escravos nas Américas, dessa vez num estudo comparativo privilegiando o Brasil e os Estados Unidos.
Seu livro Reparations for Slavery and the Slave Trade: A Transnational and Comparative History (Reparações pela escravidão e pelo comércio de escravizados: uma história transnacional e comparativa) explora as histórias dos pedidos de reparação financeira e material pela escravidão e o comércio de escravizados no mundo atlântico. Em seu livro Slavery in the Age of Memory: Engaging the Past (Escravidão na Idade da Memória: Engajando o passado) ela discute as controvérsias relativas à construção e remoção de monumentos em homenagem a mercadores de escravos e proprietários de escravos e também como a escravidão é representada nas plantações dos presidentes George Washington e Thomas Jefferson.
Araújo frequentemente intervém nos debates públicos discutindo a remoção de monumentos pró-escravagistas nos Estados Unidos, Brasil, França e Inglaterra. Argumenta que suas remoções não apagam a história, mas são expressões das batalhas da memória pública. Ela destaca que a queda desses monumentos é uma tendência mundial. Seu trabalho abordando a queda de monumentos pró-escravidão nos Estados Unidos, Inglaterra e França, tem recebido destaque em artigos do New York Times, BBC News, Folha de S.Paulo, O Globo, Washington Post, Le Monde, Radio Canada, Radio France, O Público, National Geographic e outros meios de comunicação ao redor do mundo. Ela também assinou artigos sobre o assunto no Washington Post, History News Network, Newsweek e Intercept Brasil, após os protestos que explodiram depois do assassinato de George Floyd em maio de 2020.

## Obras

### Livros
- Réparations: Combats pour la mémoire de l'esclavage (XVIIIe-XXIe siècle). Paris: Seuil, 2025. ISBN|978-2021591637.

- Humans in Shackles: An Atlantic History of Slavery in the Americas. Chicago: University of Chicago Press, 2024. 677 p. ISBN|978022677158.

- Esclavages: Représentations et cultures matérielles.. co-edited with Myriam Cottias and Klara Boyer-Rossol. Paris: Éditions du CNRS. ISBN|9782271151162.

- The Gift: How Objects of Prestige Shaped the Atlantic Slave Trade and Colonialism. Cambridge: Cambridge University Press, 2024. 230 p. ISBN|1108839290.

- Museums and Atlantic Slavery. Oxon e Nova Iorque: Routledge, 2021. 132 p. ISBN 9780367530082.

- Slavery in the Age of Memory: Engaging the Past. Londres e Nova Iorque: Bloomsbury, 2020. 272 p. ISBN 978-1350010604.

- Reparations for Slavery and the Slave Trade: A Transnational and Comparative History. Londres e Nova Iorque: Bloomsbury, 2017. 288 p. ISBN 135001060X.

- Romantismo tropical: Um pintor francês nos trópicos. São Paulo: Editora da Universidade de São Paulo, 2017. 248 p. ISBN 85-314-1647-7.

- Brazil through the French Eyes: A Nineteenth-Century Artist in the Tropics. Albuquerque: University of New México Press, 2015. 264 p. ISBN 0826337457.

- Brazil through the French Eyes: A Nineteenth-Century Artist in the Tropics. Albuquerque: University of New Mexico Press, 2015. 264 p. ISBN 0826337457.

- Shadows of the Slave Past: Memory, Heritage, and Slavery. New York: Routledge, 2014. 268 p. ISBN 0415853923.

- Politics of Memory: Making Slavery Visible in the Public Space, org. New York: Routledge, 2012. 296 p.  ISBN 0415526922

- Paths of the Atlantic Slave Trade: Interactions, Identities and Images, org. Amherst, NY: Cambria Press, 2011. 476 p.  ISBN 1604977477

- Crossing Memories: Slavery and African Diaspora. org. Mariana P. Candido e Paul E. Lovejoy. Trenton, NJ: Africa World Press, 2011. 308 p. ISBN 1592218202.

- Public Memory of Slavery: Victims and Perpetrators in the South Atlantic. Amherst, NY: Cambria Press, 2010. 502 p. ISBN 1604977140.

- Living History: Encountering the Memory of the Heirs of Slavery, org. Newcastle, UK: Cambridge Scholars Publishing, 2009. 290 p. ISBN 1443809985

- Romantisme tropical: l’aventure illustrée d’un peintre français au Brésil. Quebec: Presses de l’Université Laval, 2008. 282 p. ISBN 2763786022.

|}